# Walentina Sderschikowa
Walentina Sderschikowa (* 30. Januar 2001 in Almaty) ist eine kasachische Skispringerin.

## Werdegang
Walentina Sderschikowa debütierte am 21. und 22. Februar 2014 in Râșnov im FIS-Cup, wo sie die Plätze acht und zehn belegte. Daraufhin startete sie bei weiteren Wettbewerben im FIS-Cup, konnte bisher jedoch noch keinen Podestplatz erreichen. Am 28. und 29. August 2015 startete Sderschikowa in Oberwiesenthal zum ersten Mal im Continental Cup. Dort wurde sie im ersten Wettbewerb disqualifiziert; im zweiten Wettbewerb belegte sie den 29. Platz, womit sie zugleich ihre ersten Continental-Cup-Punkte erzielte. Seitdem startet Sderschikowa regelmäßig im Continental Cup, ihre besten Platzierungen bisher waren zwei achte Plätze in Notodden im Dezember 2017 und in Oslo im September 2018.
Bei den Junioren-Weltmeisterschaften 2017 in Park City, Utah erreichte Sderschikowa im Einzelwettbewerb Platz 45. Bei den Weltmeisterschaften 2017 in Lahti konnte sie sich nicht für den Einzelwettbewerb qualifizieren und belegte im Mannschaftswettbewerb zusammen mit Dajana Achmetwalijewa, Ilja Kratow und Alexei Koroljow den 14. und letzten Platz. Bei den Junioren-Weltmeisterschaften 2018 im schweizerischen Kandersteg belegte Sderschikowa im Einzelwettbewerb Platz 21; im Teamwettbewerb wurde sie mit Dajana Pecha, Sergei Syrjanow und Nikita Dewjatkin erneut 14. und damit Letzte.
Am 28. Januar 2018 debütierte Sderschikowa im slowenischen Ljubno im Skisprung-Weltcup, verpasste jedoch mit Platz 36 den zweiten Durchgang. Am 28. Juli 2018 nahm sie zudem in Hinterzarten das erste Mal am Skisprung-Grand-Prix teil und wurde 28.; im Verlauf der folgenden zwei Monate kamen weitere Top-30-Platzierungen hinzu, sodass sie am Ende der Skisprungserie in der Grand-Prix-Gesamtwertung mit 22 Punkten den 29. Platz belegte.
Bei den Nordischen Skiweltmeisterschaften 2019 im österreichischen Seefeld belegte sie im erstmals ausgetragenen Teamspringen gemeinsam mit Dajana Pecha, Alina Tuchtajewa und Weronika Schischkina den elften Platz. In der Gesamtwertung des Skisprung-Continental-Cups 2018/19 belegte sie den 18. Platz.
Im Sommer 2019 gewann Sderschikowa in Schtschutschinsk ihren ersten Wettbewerb im FIS-Cup. Zwei Tage später erreichte sie beim Continental-Cup-Springen am gleichen Ort erstmals als Dritte das Podest.
Sderschikowa lebt in Almaty.

## Statistik

### Grand-Prix-Platzierungen
| Saison | Platz | Punkte |
| ------ | ----- | ------ |
| 2018   | 29.   | 022    |

### Continental-Cup-Platzierungen
| Saison  | Sommer | Sommer | Winter | Winter | Gesamt | Gesamt |
| Saison  | Platz  | Punkte | Platz  | Punkte | Platz  | Punkte |
| ------- | ------ | ------ | ------ | ------ | ------ | ------ |
| 2015/16 | 53.    | 002    | –      | –      | 60.    | 002    |
| 2017/18 | 27.    | 025    | 08.    | 113    | 11.    | 138    |
| 2018/19 | 12.    | 045    | 21.    | 075    | 18.    | 120    |
| 2019/20 | 12.    | 120    | 20.    | 067    | 13.    | 187    |